# At the Gates
At the Gates – szwedzka grupa muzyczna wykonująca melodic death metal, znana jako prekursor gatunku. Powstała w 1990 roku w Göteborgu, by po sześciu latach (w 1996) rozpaść się. 18 października 2007 roku grupa została reaktywowana. 21 września 2008 roku grupa zagrała ostatni koncert w Atenach, po którym została ponownie rozwiązana. W grudniu 2010 roku formacja wznowiła działalność.

## Historia
Grupa At the Gates została założona w 1990 roku w Göteborgu. W lutym 1991 roku formacja zarejestrowała ścieżki na pierwszą płytę w Studio Sunlight. Efektem końcowym prac był minialbum zatytułowany Gardens of Grief. Został wydany przez wytwórnie płytową Dolores Records. Produkcją materiału zajął się Tomas Skogslund. Minialbum zwrócił uwagę wytwórni Peaceville Records. Jakiś czas później został podpisany kontrakt płytowy.
W 1992 roku odbyła się premiera pierwszego albumu studyjnego grupy. Płyta zatytułowana The Red in the Sky Is Ours została wydana nakładem Deaf Records (część wytwórni Peaceville Records). W ramach promocji materiału zrealizowany został teledysk do utworu „Kingdom Gone”.
W 1993 roku został wydany drugi album studyjny zespołu zatytułowany With Fear I Kiss the Burning Darkness. Do utworu „The Burning Darkness” został zrealizowany wideoklip. Po nagraniu płyty grupę opuścił gitarzysta Alf Svensson. Jego miejsce zajął Martin Larsson.
W 1994 roku ukazała się płyta Terminal Spirit Disease. Album promowany był przez teledysk do utworu „Terminal Spirit Disease”.
W listopadzie 1995 roku nakładem wytwórni Earache Records ukazał się Slaughter of the Soul – czwarty album studyjny grupy At the Gates. Produkcją materiału zajął się Fredrik Nordström. Zespół zyskał ogólnoświatowe zainteresowanie, dzięki czemu wyruszył w trasę koncertową po Stanach Zjednoczonych. Teledysk zrealizowany do utworu „Blinded by Fear” był często emitowany w MTV.
Pomimo sukcesów grupy bracia Björler zdecydowali się opuścić formację w 1996 roku. Pozostali członkowie zespołu uznali, że kontynuowanie kariery bez bliźniaków jest niemożliwe. W tym samym roku grupa At the Gates została rozwiązana.

## Muzycy
| Obecny skład zespołu - Tomas Lindberg – śpiew (1990–1996, 2007–2008, od 2010) - Anders Björler – gitara (1990–1996, 2007–2008, od 2010) - Martin Larsson – gitara (1993–1996, 2007–2008, od 2010) - Jonas Björler – gitara basowa (1990–1992, 1993–1996, 2007–2008, od 2010) - Adrian Erlandsson – perkusja (1990–1996, 2007–2008, od 2010) |  | Byli członkowie zespołu - Alf Svensson – gitara (1990–1993) Muzycy koncertowi - Tony Andersson – gitara basowa (1992) |

Oś czasu

## Dyskografia
Albumy studyjne
| Gardens of Grief (EP)                 | - Data: 1991 - Wydawca: Dolores Records                       | –  | –   | –  | –  | –   |                  |
| The Red in the Sky Is Ours            | - Data: 27 lipca 1992 - Wydawca: Deaf Records                 | –  | –   | –  | –  | –   |                  |
| With Fear I Kiss the Burning Darkness | - Data: 7 maja 1993 - Wydawca: Deaf Records                   | –  | –   | –  | –  | –   |                  |
| Terminal Spirit Disease               | - Data: 18 lipca 1994 - Wydawca: Peaceville Records           | –  | –   | –  | –  | –   |                  |
| Slaughter of the Soul                 | - Data: 14 listopada 1995 - Wydawca: Earache Records          | –  | 200 | –  | –  | –   |                  |
| At War with Reality                   | - Data: 28 października 2014 - Wydawca: Century Media Records | 53 | 17  | 15 | 39 | 175 | - USA: 7,7 tys.+ |
| To Drink from the Night Itself        | - Data: 18 maja 2018 - Wydawca: Century Media Records         | –  | –   | –  | –  | –   |                  |
| „–” album nie był notowany.           |                                                               |    |     |    |    |     |                  |

Albumy koncertowe
| Purgatory Unleashed – Live at Wacken | - Data: 22 marca 2010 - Wydawca: Earache Records   | 25 | – | – |
| The Flames of the End (BOX)          | - Data: 22 lutego 2010 - Wydawca: Earache Records  | –  | 1 | 3 |
| Ultimate Collector’s Box Set (BOX)   | - Data: 6 kwietnia 2010 - Wydawca: Earache Records | –  | – | – |
| „–” album nie był notowany.          |                                                    |    |   |   |

Inne
| Tytuł                                             | Dane dot. albumu                                         |
| ------------------------------------------------- | -------------------------------------------------------- |
| Promo Demo 1992 (demo)                            | - Data: marzec 1992 - Wydawca: wydanie własne            |
| Gardens of Grief (singel)                         | - Data: kwiecień 1994 - Wydawca: Peaceville Records      |
| Promo demo 1995 (demo)                            | - Data: sierpień 1995 - Wydawca: wydanie własne          |
| Cursed to Tour (split)                            | - Data: 1996 - Wydawca: Earache Records                  |
| Gardens of Grief / In the Embrace of Evil (split) | - Data: 12 czerwca 2001 - Wydawca: Century Media Records |
| Suicidal Final Art (kompilacja)                   | - Data: 26 czerwca 2001 - Wydawca: Peaceville Records    |

## Nagrody i wyróżnienia
| Rok  | Kategoria             | Tytułem               | Nagroda                         | Nota      | Źródło |
| ---- | --------------------- | --------------------- | ------------------------------- | --------- | ------ |
| 1996 | Årets hårdrock        | Slaughter of the Soul | Grammis                         | Nominacja | [ 20 ] |
| 2015 | Inspiration           | At the Gates          | Metal Hammer Golden Gods Awards | Laur      | [ 21 ] |
| 2015 | Årets Hårdrock/Metall | At War with Reality   | Grammis                         | Laur      | [ 22 ] |